# استیو وین (سرودنویس)
استیو وین (انگلیسی: Steve Wynn؛ زادهٔ ۲۱ فوریهٔ ۱۹۶۰) یک خواننده-ترانه‌سرا، نوازنده اهل ایالات متحده آمریکا است.